# لويس د. أورتيز
لويس د. أورتيز (بالإنجليزية: Luis D. Ortiz)‏ هو شخصية أعمال أمريكي، ولد في 13 نوفمبر 1986 في Guaynabo, Puerto Rico ‏ في الولايات المتحدة.

## وصلات خارجية
- الموقع الرسمي
- لويس د. أورتيز على موقع IMDb (الإنجليزية)